# Festivalfilosofia
Il Festivalfilosofia è una manifestazione culturale italiana che dal 2001 si svolge annualmente a Modena, Carpi e Sassuolo.

## Il festival

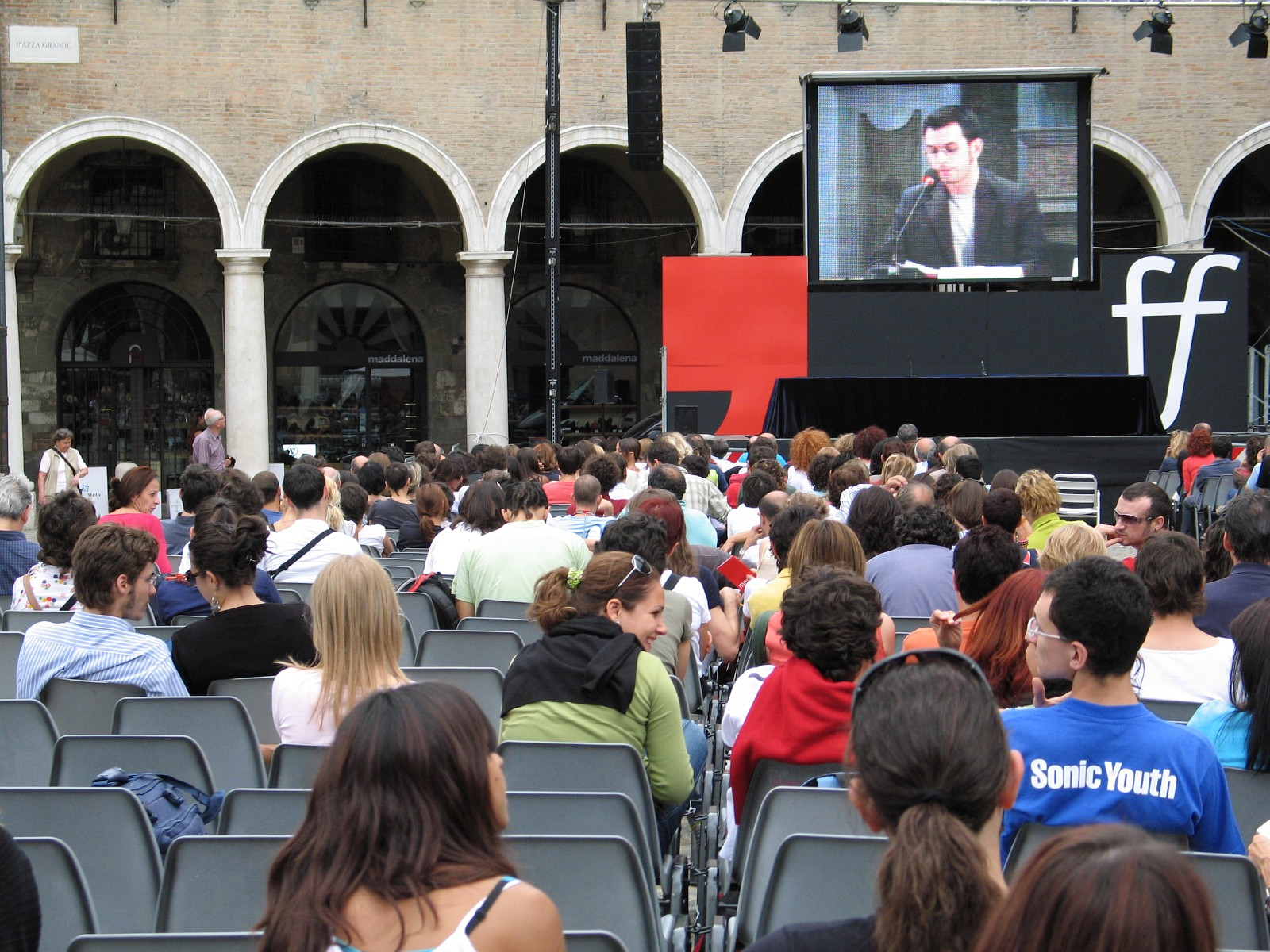
Lezione magistrale in videoconferenza in piazza Grande a Modena

Il festival si svolge regolarmente durante un fine settimana di metà settembre ed è caratterizzato da lezioni magistrali, mostre, concerti, film, giochi e cene che trattano temi attinenti alla filosofia.
Per tutta la durata del weekend (venerdì, sabato e domenica) le lezioni magistrali vengono tenute nelle piazze pubbliche, nei teatri e nelle chiese delle tre città. Tutti gli eventi sono gratuiti. Ideatrice e guida ne è stata Michelina Borsari, fino al 2016 Direttore scientifico del Consorzio per il Festivalfilosofia, oggi diretto da Daniele Francesconi.
Nel corso degli anni, il festival ha visto la partecipazione di personalità importanti nel campo della filosofia e non solo, come Enzo Bianchi, Jeremy Rifkin, Marc Augé e Zygmunt Bauman, Remo Bodei, Tullio Gregory e Stefano Rodotà.
Nell'edizione 2007 si sono registrate oltre 130 000 presenze e oltre 100 000 in quella 2008.
Secondo la Gazzetta di Modena nell'edizione 2012 del Festival dedicato alle "cose" si sono toccate le 180.000 presenze.
Nonostante le difficoltà dovute all'epidemia di COVID-19, l'edizione del 2020 ha comunque registrato una buona partecipazione, giungendo molto vicino alla capienza massima di 40.000 posti su prenotazione. L'edizione del 2021, nonostante le stesse problematiche, ha registrato un'affluenza ancor migliore, superando ampiamente le 35.000 presenze.
Le prime 23 edizioni del festival hanno fatto registrare più di tre milioni di presenze complessive.

## Tema delle edizioni
Ogni anno la manifestazione è caratterizzata da un tema specifico:
- 2001: felicità
- 2002: bellezza
- 2003: vita
- 2004: mondo
- 2005: sensi
- 2006: umanità
- 2007: sapere
- 2008: fantasia
- 2009: comunità

- 2010: fortuna
- 2011: natura
- 2012: cose
- 2013: amare
- 2014: gloria
- 2015: eredità
- 2016: agonismo
- 2017: arti
- 2018: verità

- 2019: persona
- 2020: macchine
- 2021: libertà
- 2022: giustizia
- 2023: La parola
- 2024: psiche
- 2025: paideia